# Sven De Ridder
Sven Jozef Eduard De Ridder (Wilrijk, 17 juli 1974) is een Vlaams acteur.

## Biografie
Sven De Ridder was van 1982 tot 2018 actief als auteur, regisseur en acteur in het Echt Antwaarps Teater. In 2016 nam hij voor het eerst een regie aan bij een ander gezelschap; Uitgezonderd Theater. Daar ging hij aan de slag met o.a. Karen Damen en Kürt Rogiers voor de komedie Blind Date. In januari 2018 besloot hij na 36 jaar afscheid te nemen van het Echt Antwaarps Teater. Zijn eerste rol die daarop volgde was die van Slisse in Slisse & Cesar naast Warre Borgmans bij Uitgezonderd Theater in een regie van Stany Crets. Met diezelfde Stany Crets als regisseur speelt hij in 2018 in twee producties van De Komedie Compagnie: The Play That Goes Wrong (Stuk ongeluk) en One Man Two Guvnor's (Ene gast, twee bazen).
In 2019 speelde hij voor het eerst in een musical, Iedereen Beroemd van Judas Theaterproducties onder een regie van Frank Van Laecke.
De Ridder acteerde in verschillende televisieseries zoals "Fair Trade" , "De Bunker" en "Cordon" Op VTM is hij in 2014, 2015, 2016 en 2018 vast panellid in het programma Beste Kijkers, samen met Nathalie Meskens en Tine Embrechts.
Meest recent speelde hij in films als "Torpedo" en "Red Sandra"
Hij regisseerde in 2015 de Vlaamse stemmencast voor de animatiefilm HOME van DreamWorks. In 2016 is hij op VTM vast panellid in het programma Het Grootste Licht. Eind 2016 regisseerde hij de Vlaamse stemmencast voor de animatiefilm SING. In 2017 regisseerde hij de Vlaamse stemmencast voor de animatiefilm De LEGO Ninjago Film In 2021 regisseert hij de Vlaamse dubbing van "SPACE JAM 2 : A NEW LEGACY" voor Warner Brothers.
Op 8 maart 2018 stichtte hij samen met Marc Punt en Brik Van Dyck het theatergezelschap Sven De Ridder Company. Hun eerste productie De Crème Glace oorlog ging op 12 juli 2018 in première in Theater Elckerlyc. Hun tweede productie, de kerstkomedie Krakers onder de kerstboom ging in première op 14 december 2018 in het Fakkeltheater.
In 2025 ging in Play Zuid te Antwerpen de oorlogskomedie Coiffeur Van Het Verzet in première, gebaseerd op het levensverhaal van De Ridders overgrootvader Frans Lemmens.

## Privé
De Ridder is een zoon van regisseur Ruud De Ridder en actrice Jane Peter, en halfbroer van actrice Linda De Ridder. Hij is getrouwd, het koppel heeft samen twee kinderen. Hij heeft ook een zoon uit zijn vorige relatie.

## Trivia
- In 2019 nam hij deel aan De Slimste Mens ter Wereld, waarin hij één aflevering te zien was.

## Filmografie

### Televisie
- Bompa (1989) - als Benny Van Acker
- Vijgen na Kerstmis (1989) - als besteller
- Drie mannen onder een dak (1991) - als Danny Fierens
- Oog in oog (1991) - als Koenraad
- Familie (1992-1993, 1994-1996, 2000) - als Bruno 'Picasso' Van Assche
- Zomerrust (1993) - als Danny Fierens
- De Familie Backeljau (1994) - als Sven Rubbens
- Chez Bompa Lawijt (1994) - als Benny Van Acker
- Pa heeft een lief (2000) - als Francis De Donker
- Dennis (2002-2003) - als Lucien Verboven
- W817 (2003) - als patiënt
- Spoed (2003–2008) - als Steven Hofkens
- Matroesjka's (2005) - als winkelbediende
- Aspe (2006) - Anatole Kuypers
- Mega Mindy (2007) - als Jens Slim
- 180 (2008) - als Nico
- Happy Singles (2008)
- Dope (2008) - als Ronny
- Zone Stad (2008) - als barman Robbie
- Vermist (2008–2011) - als Karel Dooms
- Slot Marsepeinstein (2009-2013) - als kokpiet
- Code 37 (2009) - als Filip Mariën
- Cleaned Out (2009) - als schoonmaker (stem)
- Eenzaam in de massa (2009)
- Slot Marsepeinstein (2009-2012) - als kokpiet
- Goesting (2010) - als Dennis
- F.C. De Kampioenen (2010) - als Nicolas Van Bouwel
- Witse (2010) - als Lars De Waele
- Aspe (2010) - als Tony Buts
- Dubbelleven (2010-2011) - als Mathias
- De Ronde (2011) - als Patrick Latré
- De Rodenburgs (2011) - als Patrick Callens
- Kiekens (2012) - als papa Bastyns
- Zone Stad (2012) - als Dirk Van de Vijver
- Quiz Me Quick (2012) - als chirurg
- Deadline 14/10 (2012) - als Ludo Nijs
- Jabaloe (2012–2013) - als sheriff Jack
- Wolven (2013) - als Gerry Faes
- Tegen de Sterren op (2013) - als Ben Crabbé
- Met man en macht (2013) - als Sam Vosters
- Ontspoord (2013) - als Gino
- Lang Leve... (2013) - als Mike Verdrengh
- Aspe (2014) - als Bert Wellens
- Lang Leve... (2014) - als Harvey Weinstein
- Cordon (2014–2016) - als Nald De Poorter
- De zonen van Van As (2014, 2017, 2018) - als Daan Renders
- De Bunker (2015, 2022) - als Rob Verbraeken
- Nachtwacht (2015-2020) - als Vega
- Brussel (2017) - als Luc Jansen
- Ge Hadt Erbij Moeten Zijn (2017-2020) - verschillende rollen
- K3 Roller Disco (2018) - als chef Roger Van Cleef
- #LikeMe (2019–2023) - als Philippe Meeusen
- Dag Sinterklaas (2019) - als Groentensint
- Fair Trade (2021, 2023) - als commissaris Dirk Somers
- Ik u ook (2021) - als nonkel Andy De Vos
- Déjà Vu (2021) - als Gunther Van den Brande
- De Hoppers (2021) - als Andy De Vos
- De Laatste Dag (2023) - als Bart
- De Raad van Soekie (2024) - als Roger Springer
- Medisch Centrum West (2025) - als Fred
- Assisen: De internaatmoord (2025) - als Alain Franssen

### Film
- Ad fundum (1993) - als Sammy Raes
- Suske en Wiske: De duistere diamant (2004) - als blinde rechter
- The Flemish Vampire (2007) - als Johan
- Los (2008)
- Coma (2008) - als Jef
- Dossier K. (2009) - als balieman
- Zot van A. (2010) - als Rudolf
- Het Huis Anubis en de terugkeer van Sibuna (2010) - als fotograaf
- Frits & Franky (2013) - als Franky Frateur
- Bingo (2013) - als Çois
- Het vonnis (2013) - als Jan Ravoet
- De Club van Sinterklaas & Het Pratende Paard (2014) - als Jef Vandenaere
- De Smet (2014) - als Peter De Smet
- Bowling Balls (2014) - als Bert 'Bad Boy Boeleke' Boels
- F.C. De Kampioenen 2: Jubilee General (2015) - als De Witte
- Isra en het magische boek (2016) - als Bert
- Sinterklaas & Het Mysterie op de Stoomboot (2016) - als Igor
- Pippa (2016) - als Leon
- Bezet (2017) - als loodgieter
- Forgotten Scares: An In-depth Look at Flemish Horror Cinema (2017) - als zichzelf
- Het tweede gelaat (2017) - als barman Roxy
- K3 Love Cruise (2017) - als parel-elf Elvin
- Ontsnapt (2018) - als Karel
- Nachtwacht: De Poort der Zielen (2018) - als Vega
- Torpedo (2019) - als Klisse
- Nachtwacht: Het Duistere Hart (2019) - als Vega
- Red Sandra (2021) - als William Massart
- Duyster (2021) - als Stijn
- De Gebroeders Schimm (2021) - als Mark
- Nachtwacht: De Dag van de Bloedmaan (2021) - als Vega
- Bittersweet Sixteen (2021) - als meneer Roskam
- Klokkenluider (2021) - als Ian Marsh
- Het Geheugenspel (2023) - als aannemer

### Stemacteur
- Charlie and the Chocolate Factory (2005)
- Over the Hedge (2006)
- Open Season (2006)
- Charlotte's Web (2006)
- Bee Movie (2007)
- Open Season 2 (2008)
- Max & Co (2008)
- Fly Me To The Moon (2008)
- G-Force (2009)
- Arthur en de Wraak van Malthazard (2009)
- Winnetoons (2009)
- Open Season 3 (2010)
- De prinses en de kikker (2010)
- How to Train Your Dragon (2010)
- Shrek Forever After (2010)
- Toy Story 3 (2010)
- Sammy's Adventures: The Secret Passage (2010)
- Alpha & Omega (2011)
- Animals United (2011)
- Rango (2011)
- Cars 2 (2011)
- Magic Chrystal (2011)
- Arthur Christmas (2011)
- Ice Age: Continental Drift (2012)
- Wreck-It Ralph (2012)
- Life of Pi (2012)
- Epic (2013)
- Planes (2013)
- Free Birds (2013)
- Het Regent Gehaktballen 2 (2013)
- K3 Dierenhotel (2014) - als Bink
- Mr. Peabody & Sherman (2014)
- The Lego Movie (2014)
- Planes: Fire & Rescue (2014)
- Boxtrolls (2014)
- Cinderella (2015)
- Beestenboot (2015)
- Hotel Transylvania 2 (2015)
- Pan (2015)
- De Club van Sinterklaas & de Verdwenen Schoentjes (2015) - als Giebel
- Open Season: Scared Silly (2016)
- Robinson Crusoe (2016)
- The Angry Birds Movie (2016)
- The BFG (2016)
- Trolls (2016)
- Sing (2017)
- Verschrikkelijke Ikke 3 (2017)
- De Emoji Film (2017)
- Bigfoot Junior (2017)
- De Kleine Vampier (2017)
- De LEGO Ninjago film (2017)
- Coco (2017)
- Pieter Konijn (2018)
- Ralph Breaks the Internet (2018)
- Urbanus: De vuilnisheld (2019) - als Amedee
- The Lego Movie 2 (2019)
- Toy Story 4 (2019)
- Ugly Dolls (2019)
- Angry Birds 2 (2019)
- Trolls World Tour (2020)
- Bigfoot Family (2020)
- Pieter Konijn 2: Stad op Stelten (2021)
- Ainbo (2021)
- Space Jam 2 (2021)
- Extinct/De Flummels (2021)
- Sing 2 (2021)
- Trolls Band Together (2023)

### Presentatie
- 83ste Oscaruitreiking (2011) - als co-host (Vlaanderen)
- 69e Golden Globe Awards (2012) - als host (Vlaanderen)
- 84ste Oscaruitreiking (2012) - als co-host (Vlaanderen)
- Beste Kijkers (2014-2018) - als teamcaptain
- Filmfestival van Cannes (2023) - als co-host (Vlaanderen)

### Toneelauteur
- De Mon Komt Uit 't Prison (1991), co-auteur Ruud De Ridder - echt Antwaarps teater
- Help! Ik Ben Zwanger (1992), co-auteur Ruud De Ridder - echt Antwaarps teater
- Nen Baksteen In De Maag (1993), co-auteur Ruud De Ridder - echt Antwaarps teater
- Dokter Hekel en Mister Spijt (1994), co-auteur Ruud De Ridder - echt Antwaarps teater
- Binnen Zonder Bellen (1994), co-auteur Ruud De Ridder - echt Anwaarps teater
- En Toen Was Er Kalkoen (1995) co auteur Ruud De Ridder - echt Antwaarps teater
- Den huisbaas Is Ne Zot (1997), co-auteur Ruud De Ridder - echt Antwaarps teater
- Buffalo Bol & Klammige Jane (2000), co-auteur Ruud De Ridder - echt Antwaarps teater
- Showgrieten (2001), co-auteur Ruud De Ridder - echt Antwaarps teater
- Zot Zijn Doet Niet Zeer (2002), co-auteur Ruud De Ridder - echt Antwaarps teater
- Babbelsex (2002) - echt Antwaarps teater
- Tijgers & Leeuwen (2003), co-auteur Ruud De Ridder - echt Antwaarps teater
- Ik Zet Er Mijn Tanden In (2004), co-auteur Ruud De Ridder - echt Antwaarps teater
- Ons Moeder Mag Het Niet Weten (2004), co-auteur Ruud De Ridder - echt Antwaarps teater
- Het Gepluimd Kieken (2005) - echt Antwaarps theater
- Den Dinge Van Dinges (2005), co-auteur Ruud De Ridder - echt Antwaarps teater
- Kontente Venten (2006), co-auteur Ruud De Ridder - echt Antwaarps teater
- Mijn Bloed (2006) - echt Antwaarps teater
- Blind Vertrouwen (2007) – echt Antwaarps teater
- Mijn Poolse Kuisvrouw (2008), co-auteur Ruud De Ridder - echt Antwaarps teater
- De Crème Glacé Oorlog (2018), co-auteur Brik Van Dyck - Sven De Ridder Company
- Krakers Onder De Kerstboom (2018), co-auteur Brik Van Dyck - Sven De Ridder Company
- De Scouts Forever (2019), co-auteur Brik Van Dyck - Sven De Ridder Company
- Kerstmis Den Boom In (2019), co-auteur Brik Van Dyck - Sven De Ridder Company
- Kerstekinderen (2021), co-auteur Brik Van Dyck - Sven De Ridder Company
- Proper Lakens (2022), co-auteur Brik Van Dyck - Sven De Ridder Company
- Weekend Cowboys (2022), co-auteur Brik Van Dyck - Sven De Ridder Company
- Ne Geestige Kerst (2022), co-auteur Brik Van Dyck - Sven De Ridder Company
- De Mannen Van De Golf (2023), co-auteur Brik Van Dyck - Sven De Ridder Company
- Aangespoeld (2023), co-auteur Brik Van Dyck - Sven De Ridder Company
- Secret Santa (2023), co-auteur Brik Van Dyck - Sven De Ridder Company
- Prison Party (2024), co-auteur Brik Van Dyck - Sven De Ridder Company
- Hoog In De Lucht (2024), co-auteur Brik Van Dyck - Sven De Ridder Company
- Christmas Comeback (2024), co-auteur Brik Van Dyck - Sven De Ridder Company
- Wakers Van De Wijk (2025), co-auteur Brik Van Dyck - Sven De Ridder Company
- Coiffeur Van Het Verzet (2025), co-auteur Brik Van Dyck - Sven De Ridder Company

### Theaterregisseur
- Misery (2001) - echt Antwaarps teater
- Mijn Bloed (2006) - echt Antwaarps teater
- Blind Vertrouwen (2007) - echt Antwaarps teater
- Mijn Poolse Kuisvrouw (2008) - echt Antwaarps teater
- Zijne Kleine is de Mijne (2015) - echt Antwaarps teater
- Daar Komen Vodden Van (2015) - echt Antwaarps teater
- Ik Werk Met Mijn Ellebogen (2016) - echt Antwaarps teater
- Twee Broers & Nen Halve (2017) - echt Antwaarps teater
- Blind Date (2017) - Uitgezonderd Theater
- Sateekens met Peekens (2017) - echt Antwaarps teater
- Kontente Venten (2017) - echt Antwaarps teater
- Soundmixshow – de parodie (2018) - Uitgezonderd Theater
- Die Van Mij Snurkt (2018) - echt Antwaarps teater
- De Crème Glace Oorlog (2018) - Sven De Ridder Company
- Krakers onder de Kerstboom (2018) - Sven De Ridder Company
- De Scouts Forever (2019) - Sven De Ridder Company
- Kerstmis Den Boom In (2019) - Sven De Ridder Company
- Kerstekinderen (2021) - Sven De Ridder Company
- Proper Lakens (2022) - Sven De Ridder Company
- Weekend Cowboys (2022) - Sven De Ridder Company
- Ne Geestige Kerst (2022) - Sven De Ridder Company
- De Mannen Van De Golf (2023) - Sven De Ridder Company
- Aangespoeld (2023) - Sven De Ridder Company
- Secret Santa (2023) - Sven De Ridder Company
- Prison Party (2024) - Sven De Ridder Company
- Hoog In De Lucht (2024) - Sven De Ridder Company
- Christmas Comeback (2024) - Sven De Ridder Company
- Wakers Van De Wijk (2025) - Sven De Ridder Company
- Coiffeur Van Het Verzet (2025) - Sven De Ridder Company

### Theateracteur
- het Leven en Streven van Polleke Den Belg (1980)   Koninklijk Jeugdtheater
- In Den Aap Gelogeerd (1982)   echt Antwaarps teater
- Schatteneiland (1986) - Koninklijk Jeugdtheater
- Vijgen Na Kerstmis (1987)   echt Antwaarps teater
- Drie Mannen onder 1 Dak (1989) - echt Antwaarps teater
- Mijn Vrouw Zit Op Kreta (1991) - echt Antwaarps teater
- Hola Pola (1992) - echt Antwaarps teater
- Met Twee Op Één Kamer (1993) - echt Antwaarps teater
- Nog Zo één en 't is Nieuwjaar (1993) - echt Antwaarps teater
- Bingo (1994) - echt Antwaarps teater
- Josee, Josfien & Joske (1994) - echt Antwaarps teater
- Binnen Zonder Bellen (1994) - echt Antwaarps teater
- Dokter Hekel en Mister Spijt (1994) - echt Antwaarps teater
- Drie Mannen in Tirol (1995) - echt Antwaarps teater
- Ma, Pa & De Bruid (1995) - echt Antwaarps teater
- Ruud De Ridder Revue (1995) - echt Antwaarps teater
- Buren-Baby : Bingo 2 (1996) - echt Antwaarps teater
- En Toen Was Er Kalkoen (1996) - echt Antwaarps teater
- Ik Kick Op Mijn Schoonzuster (1996) - echt Antwaarps teater
- Met De Deur In Huis (1997) - echt Antwaarps teater
- Jeugdproces (1997) - echt Antwaarps teater
- Den Huisbaas is ne Zot (1998) - echt Antwaarps teater
- Mijn Ex is een Heks (1998) - echt Antwaarps teater
- Thuisfront (homefront) (1998) - echt Antwaarps teater
- Kerstmis Provencal (1998) - echt Antwaarps teater
- Feesten Gelijk De Beesten (1999) - echt Antwaarps teater
- Doortrapte Moord (deathtrap) - echt Antwaarps teater
- Als Ik de Lotto Win (2006) - echt Antwaarps teater
- Wat Doen We Met Bompa (2007) - echt Antwaarps teater
- Mijn Poolse Kuisvrouw (2008) - echt Antwaarps teater
- Show in den Bungalow (2009) - echt Antwaarps teater
- Mijn Vrouw Zit Op Kreta (2010) - echt Antwaarps teater
- Mijne Maat Staat op Straat (2011) - echt Antwaarps teater
- We Zijn Gezien in Kamer 13 (2013 - echt Antwaarps teater
- Zijne Kleine is de Mijne (2015) - echt Antwaarps teater
- Daar Komen Vodden Van (2015) - echt Antwaarps teater
- Ik Werk Met Mijn Ellebogen (2016) - echt Antwaarps teater
- Twee Broers & Nen Halve (2017) - echt Antwaarps teater
- Sateekens met Peekens (2017) - echt Antwaarps teater
- Kontente Venten (2017) - echt Antwaarps teater
- Die Van Mij Snurkt (2018) - echt Antwaarps teater
- Slisse & Cesar (2018/2020) - uitgezonderd theater
- Stuk Ongeluk (The Play That Goes Wrong) (2018) - de Komedie Compagnie
- De Crème Glace Oorlog (2018) - Sven De Ridder Company
- Ene Gast, Twee Bazen (One Man, Two Guvnors) (2018) - de Komedie Compagnie
- Krakers onder de Kerstboom (2018) - Sven De Ridder Company
- Iedereen Beroemd (2019) - Judas Theaterproducties
- De Scouts Forever (2019) - Sven De Ridder Company
- Kerstmis Den Boom In (2019) - Sven De Ridder Company
- Kerstekinderen (2021) - Sven De Ridder Company
- Proper Lakens (2022) - Sven De Ridder Company
- Weekend Cowboys (2022) - Sven De Ridder Company
- Ne Geestige Kerst (2022) - Sven De Ridder Company
- De Mannen Van De Golf (2023) - Sven De Ridder Company
- Aangespoeld (2023) - Sven De Ridder Company
- Secret Santa (2023) - Sven De Ridder Company
- Prison Party (2024) - Sven De Ridder Company
- Aspe: Moord In De Studio (2024) - Backstage Producties
- Hoog In De Lucht (2024) - Sven De Ridder Company
- Christmas Comeback (2024) - Sven De Ridder Company
- Wakers Van De Wijk (2025) - Sven De Ridder Company
- Coiffeur Van Het Verzet (2025) - Sven De Ridder Company